# Зёльк
Зёльк (нем. Sölk) — община (нем. Gemeinde) в Австрии, в федеральной земле Штирия.
Входит в состав округа Лицен. Площадь общины составляет 288,69 км², население — 1478 человек (1 января 2021), плотность населения — 5 чел./км². Официальный код — 61266.

## Население
| Год  | Численность |
| ---- | ----------- |
| 1869 | 1349        |
| 1889 | 1394        |
| 1890 | 1396        |
| 1900 | 1324        |
| 1910 | 1473        |
| 1923 | 1516        |
| 1934 | 1637        |
| 1939 | 1660        |
| 1951 | 1690        |
| 1961 | 1754        |
| 1971 | 1777        |
| 1981 | 1744        |
| 1991 | 1720        |
| 2001 | 1646        |
| 2011 | 1570        |
| 2021 | 1478        |

## Политическая ситуация
Бургомистр коммуны — Вернер Шваб (АНП) по результатам выборов 2015 года.
Совет представителей коммуны (нем. Gemeinderat) состоит из 15 мест.
- АНП занимает 12 мест.
- СПО занимает 2 место.
- СДПА занимает 1 место.

## География

### Сельктялер
Территория муниципалитета Зельк, это Талунг Зелькбахов и два его верховья (ручьи Гросселькбах и Кляйнселькбах), вместе называются долинами Зельктелер. Они разветвляются в Штайн-ан-дер-Энс по направлению к Гребмингу из долины Эннсталь и образуют центральный разрез в Нижнем Тауэрне. Особенно долина Гросселькталь, к которой ведет Зелькпасс, отделяющий Шладминг-Тауэрн к западу от Роттенманна и Вельц-Тауэрна к востоку. В районе по обе стороны двух Зельктелеров Зелькерских Альп.

### Муниципальное устройство
Территория муниципалитета включает в себя следующие три участка или Katastralgemeinden районы на 2015 год, население по состоянию на январь 2015 года:
- Гроссельк (492)
- Кляйнсельк (581)
- Санкт-Николай-им-Зелькталь (471)